# Palm Canyon
Palm Canyon est un canyon près de Palm Springs en Californie, aux États-Unis. Il fut le lieu de résidence de la culture Cahuilla. Des traces de leur existence et de leur mode de vie subsistent aujourd’hui sous la forme de fondations, de tranchées, de réservoirs, de sentiers, de lieux de stockage des nourritures ainsi que de peintures et sculptures dans le roc. Le lieu est touristique et héberge quelques grands hôtels. 
C'est dans ce canyon qu'un immigrant allemand, Bill Pester, s'installa en 1906 dans une hutte pour vivre un mode de vie en tout point identique à celui des Hippies qui allait surgir au sein de la société américaine soixante ans plus tard.